# VBK-Raduga
VBK-Raduga är en typ av återinträdeskapsel som användes av Sovjetunionen och senare av Ryssland för att återföra material från rymdstationen Mir till Jorden. Kapseltypen användes totalt tio gånger under 1990-talet.
Vid transporten till rymdstationen var kapseln placerad i Progress-farkostens trycksatta del. När det var dags för återfärd till Jorden, monterades Progress-farkostens dockningsmekanism bort och ersattes med Raduga-kapseln. När Progress-farkosten under återinträdet i Jordens atmosfär nådde 120 kilometers höjd separerades kapseln från resten av farkosten och landade med fallskärm.
ESA tittade på ett liknande system, kallat PARES (Payload Retrieval System). Kapseln skulle ha transporterats av farkosten Automated transfer vehicle.
| Kapsel        | Uppskjutning      | Transporterad av | Övrigt                              |
| ------------- | ----------------- | ---------------- | ----------------------------------- |
| VBK-Raduga 1  | 25 september 1990 | Progress M-5     |                                     |
| VBK-Raduga 2  | 19 mars 1991      | Progress M-7     | Förlorad under återinträdet         |
| VBK-Raduga 3  | 20 augusti 1991   | Progress M-9     |                                     |
| VBK-Raduga 4  | 17 oktober 1991   | Progress M-10    |                                     |
| VBK-Raduga 5  | 19 april 1992     | Progress M-12    |                                     |
| VBK-Raduga 6  | 15 augusti 1992   | Progress M-14    |                                     |
| VBK-Raduga 7  | 31 mars 1993      | Progress M-17    | Kapseln återvände med Progress-M 18 |
| VBK-Raduga 8  | 10 augusti 1993   | Progress M-19    |                                     |
| VBK-Raduga 9  | 11 oktober 1993   | Progress M-20    |                                     |
| VBK-Raduga 10 | 22 maj 1994       | Progress M-23    |                                     |